# 吉爾伯特 (阿肯色州)
吉爾伯特（英語：Gilbert）是一個位於美國阿肯色州瑟西縣的城鎮。

## 地理
吉爾伯特的座標為35°59′28″N 92°42′58″W / 35.99111°N 92.71611°W，而該地的平均海拔高度為181米（即594英尺）。

## 人口
根據2020年美國人口普查的數據，吉爾伯特的面積為1.00平方千米，當中陸地面積為0.95平方千米，而水域面積為0.05平方千米。當地共有人口26人，而人口密度為每平方千米26人。